# 1630
1630 (MDCXXX) byl rok, který dle gregoriánského kalendáře započal úterým.

## Události
- 26. červen – Švédové se vyloďují u Peenemunde, začíná tzv. švédská válka
- 18. červenec – císařské oddíly dobyly Mantovu
- 20. červenec – Švédové dobyli Štětín
- 17. září – založen Boston v Massachusetts
- 13. srpen – císař Ferdinand II. propustil Albrechta z Valdštejna na základě usnesení říšského sněmu v Řezně (výměnnou za podporu jeho syna Ferdinanda III. na říšského krále)
- holandská východoindická společnost začíná pravidelně dovážet do Evropy čaj

### Probíhající události
- 1568–1648 – Nizozemská revoluce
- 1568–1648 – Osmdesátiletá válka
- 1618–1648 – Třicetiletá válka
- 1628–1631 – Válka o dědictví mantovské

## Narození

#### Česko
- 13. února – Matěj Václav Šteyer, český jezuita († 7. září 1692)
- 28. února – Matěj Tanner, český jezuitský duchovní a spisovatel († 8. února 1692)
- 07. května – Antonín František Collalto, italský šlechtic ze starobylého rodu Collaltů usazených na Moravě († 15. července 1696)
- 30. června – Michael Václav z Althannu, český a slezský šlechtic z rodu Althannů († 17. května 1686)
- 01. srpna – Johann Georg Adalbert Hesselius, správce klášterního panství v Broumově a spisovatel († 11. března 1695)
- neznámé datum
  - Jan Václav Rosa, český básník, filolog a právník († 11. srpna 1689)
  - Valentin Bernard Jestřábský, kněz, kazatel a barokní spisovatel († 26. prosince 1719)
  - Otto de la Bourde, kníže-biskup gurské diecéze jako Otto II. († 24. prosince 1708)

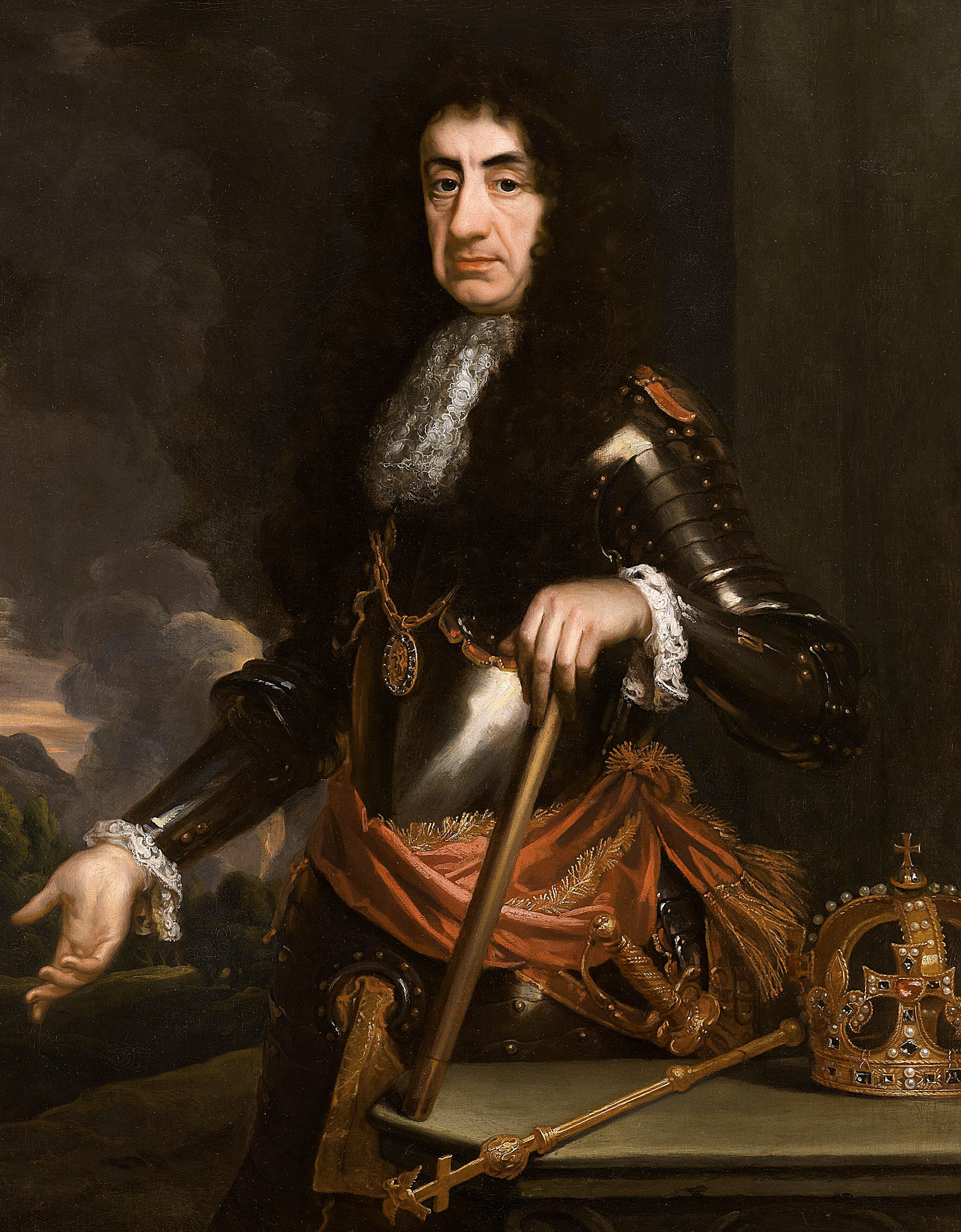
Karel II. Stuart (* 29. května)

#### Svět
- 25. ledna – Ludvík VI. Hesensko-Darmstadtský, německý šlechtic († 24. dubna 1678)
- 19. února – Šivádží, zakladatel maráthského státu († 3. dubna 1680)
- 13. března – Gottlieb Amadeus Windischgrätz, rakouský šlechtic a významný diplomat († 25. prosince 1695)
- 28. dubna – Charles Cotton, anglický básník († 16. února 1687)
- 29. května – Karel II. Stuart, anglický, skotský a irský král († 6. února 1685)
- 24. června – Henry Cavendish, 2. vévoda z Newcastle, anglický šlechtic a politik († 26. července 1691)
- 01. srpna – Thomas Clifford, anglický státník a diplomat († 17. října 1673)
- 22. srpna – Guy Aldonce de Durfort de Lorges, maršál Francie († 22. října 1702)
- 17. září – Ranuccio II. Farnese, šestý vévoda z Parmy a Piacenzy († 11. prosince 1694)
- 27. září – Michael Willmann, německý barokní malíř († 26. srpna 1706)
- 14. října – Žofie Hannoverská, hannoverská kurfiřtka, matka britského krále Jiřího I. († 8. června 1714)
- 18. listopadu – Eleonora Magdalena Gonzagová, císařovna, manželka Ferdinanda III. († 16. prosince 1686)
- 27. listopadu – Zikmund František Tyrolský, rakousko-tyrolský vévoda († 25. června 1665)
- 05. prosince – Žofie Augusta Holštýnsko-Gottorpská, anhaltsko-zerbstská kněžna († 12. prosince 1680)
- 28. prosince – Ludolf Bakhuizen, nizozemský krajinář a marin († 7. listopadu 1708)
- neznámé datum
  - říjen – Isaac Barrow, anglický teolog a matematik († 4. května 1677)
  - Hennig Brand, německý alchymista († 1710)
  - Grigorij Karpovič Kotošichin, ruský diplomat († 1667)
  - Jan Baptista Mathey, francouzský architekt († 1696)
  - Stěnka Razin, ruský kozák, povstalec a lidový hrdina († 16. června 1671)
  - Ján Bayer, slovenský spisovatel, filozof a pedagog († 14. května 1674)
  - Charles Paulet, 1. vévoda z Boltonu, anglický politik a šlechtic († 27. února 1699)
  - Lucy Walterová, milenka anglického krále Karla II. († 1658)
  - Willem Doudijns, nizozemský malíř a rytec († 1697)
  - Pjetër Bogdani, albánský spisovatel, katolický kněz a biskup († 1689)

## Úmrtí

#### Česko
- 24. března – Ješaja Horowitz, židovský rabín a učenec (* 1565)
- 07. dubna – Jindřich Jiří Smiřický ze Smiřic, šlechtic (* 1592)
- neznámé datum
  - Pavel Pistorius z Lucka, český kněz a spisovatel (* 25. ledna 1552)
  - Jan starší Kobylka z Kobylího, moravský šlechtic z rodu vladyků Kobylku z Kobylího (* 1545)
  - Giovanni Maria Filippi, severoitalský architekt, stavitel a kameník působící na Moravě (* kolem 1565)

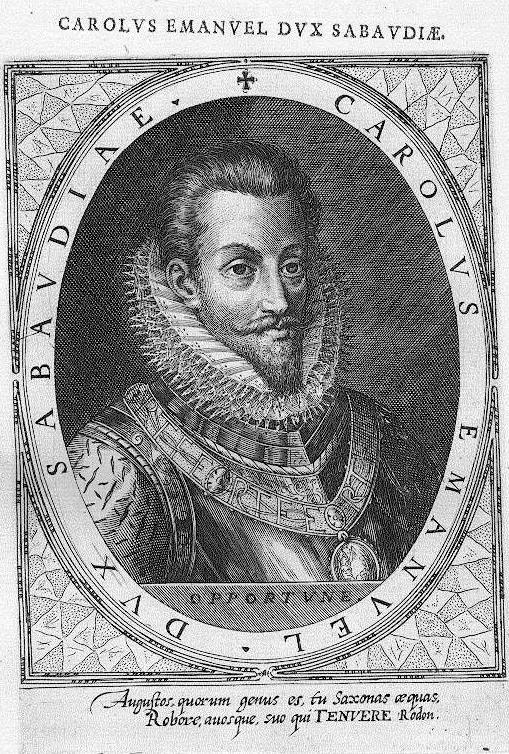
Karel Emanuel I. Savojský († 26. července)

#### Svět
- 26. ledna – Henry Briggs, anglický matematik (* v únoru 1561)
- 16. února – Dominik à Jesu Maria, generál řádu karmelitánů (* 16. května 1559)
- 22. března – Richard Dering, anglický renesanční skladatel (* 1580)
- 17. dubna – Kristián I. Anhaltský, kníže anhaltský, diplomat (* 11. května 1568)
- 09. května – Théodore Agrippa d'Aubigné, francouzský učenec, vojevůdce, státník a spisovatel (* 8. února 1550)
- 11. května – Johann Schreck, německý jezuitský misionář a vědec (* 1576)
- 01. srpna – Federico Cesi, italský vědec, přírodovědec (* 26. února 1585)
- 05. srpna – Antonio Tempesta, italský malíř a grafik (* kolem 1555)
- 11. září – Hans de Witte, císařský finančník a dvorní bankéř v době třicetileté války (* 1583)
- 18. září – Melchior Klesl, kardinál, vídeňský biskup a kancléř Matyáše II. (* 19. února 1552)
- 25. září – Ambrosio Spinola, italský generál sloužící ve španělské armádě (* 1569)
- 19. července – Daniele Crespi, italský barokní malíř (* mezi léty 1597–1600)
- 26. července – Karel Emanuel I. Savojský, vévoda savojský (* 12. ledna 1562)
- 15. listopadu – Johannes Kepler, německý matematik a astronom (* 27. prosince 1571)
- 18. listopadu – pohřben Esaias van de Velde, holandský malíř (pokřtěn 17. května 1587)
- 29. listopadu – Teodósio II. z Braganzy, portugalský šlechtic a otec portugalského krále Jana IV. (* 28. dubna 1568)
- 19. prosince – Rombaldo XIII. z Collalto, císařský prezident dvorské vojenské rady a šlechtic (* 1575/79)
- neznámé datum
  - Jacob Hoefnagel, vlámský miniaturista a rytec na dvoře Rudolfa II. (* 1575)
  - Willem Janszoon, nizozemský mořeplavec a koloniální guvernér (* kolem 1570)
  - François Pelsaert, holandský mořeplavec a obchodník (* cca 1595)
  - Paní Čeng, jedna z konkubín Wan-liho, císaře čínské říše Ming (* cca 1568)

## Hlavy států
- Anglie – Karel I. (1625–1649)
- Francie – Ludvík XIII. (1610–1643)
- Habsburská monarchie – Ferdinand II. (1619–1637)
- Osmanská říše – Murad IV. (1623–1640)
- Polsko-litevská unie – Zikmund III. Vasa (1587–1632)
- Rusko – Michail I. (1613–1645)
- Španělsko – Filip IV. (1621–1665)
- Švédsko – Gustav II. Adolf (1611–1632)
- Papež – Urban VIII. (1623–1644)
- Perská říše – Safí I.